# François David (physicien)
 (octobre 2019).
Pour les articles homonymes, voir François David et David.
François David, né le 4 février 1955 à Neuilly-sur-Seine, est un physicien français. Entre le 1er janvier 2017 et le 3 janvier 2022, il fut directeur de l'Institut de physique théorique du Commissariat à l'énergie atomique et aux énergies alternatives (CEA).

## Biographie
François David est reçu à l'École Normale Supérieure en 1974. Il soutient une thèse de physique au Service de Physique Théorique (SPhT) du CEA en 1980 et devient cette même année Attaché de Recherche au CNRS. Il obtient sa thèse de Doctorat d’État en 1982 au SPhT sur les Problèmes infrarouges en théorie quantique des champs. Il devient chargé de recherche au CNRS en 1983 et directeur de recherche en 1989. Il a été directeur de l'École de physique des Houches de 1996 à 2001 et directeur de l'Institut de physique théorique du CEA de 2017 à 2022.

## Distinctions
Il a reçu la médaille de bronze du CNRS en 1983. En 1994, il est lauréat du prix Ampère de l'Académie des Sciences, pour le rayonnement de ses travaux. En 2023 il reçoit la  médaille de physique de l'académie des sciences.

## Travaux
Ses travaux de recherche sont émaillés de contributions importantes, qui couvrent un spectre large en physique théorique, et physique mathématique. Son travail sur les théories conformes couplées à la gravité 2D- l'approche DDK pour David Distler Kawai, fait de lui l'un des fondateurs de la théorie conforme de Liouville 2D. Son travail est aussi considéré comme fondateur dans la théorie des matrices aléatoires, en particulier pour une approche non perturbative des matrices aléatoires et de la gravité quantique. Il a contribué a comprendre le fonctionnement des matrices aléatoires lorsque le support de la densité n'est pas connexe, ainsi que sur des surfaces auto-évitantes. Son travail avec Rémi Rhodes et Vincent Vargas a été fondateur dans le sujet de donner une définition mathématique de la théorie de Liouville.